# Avenue Q

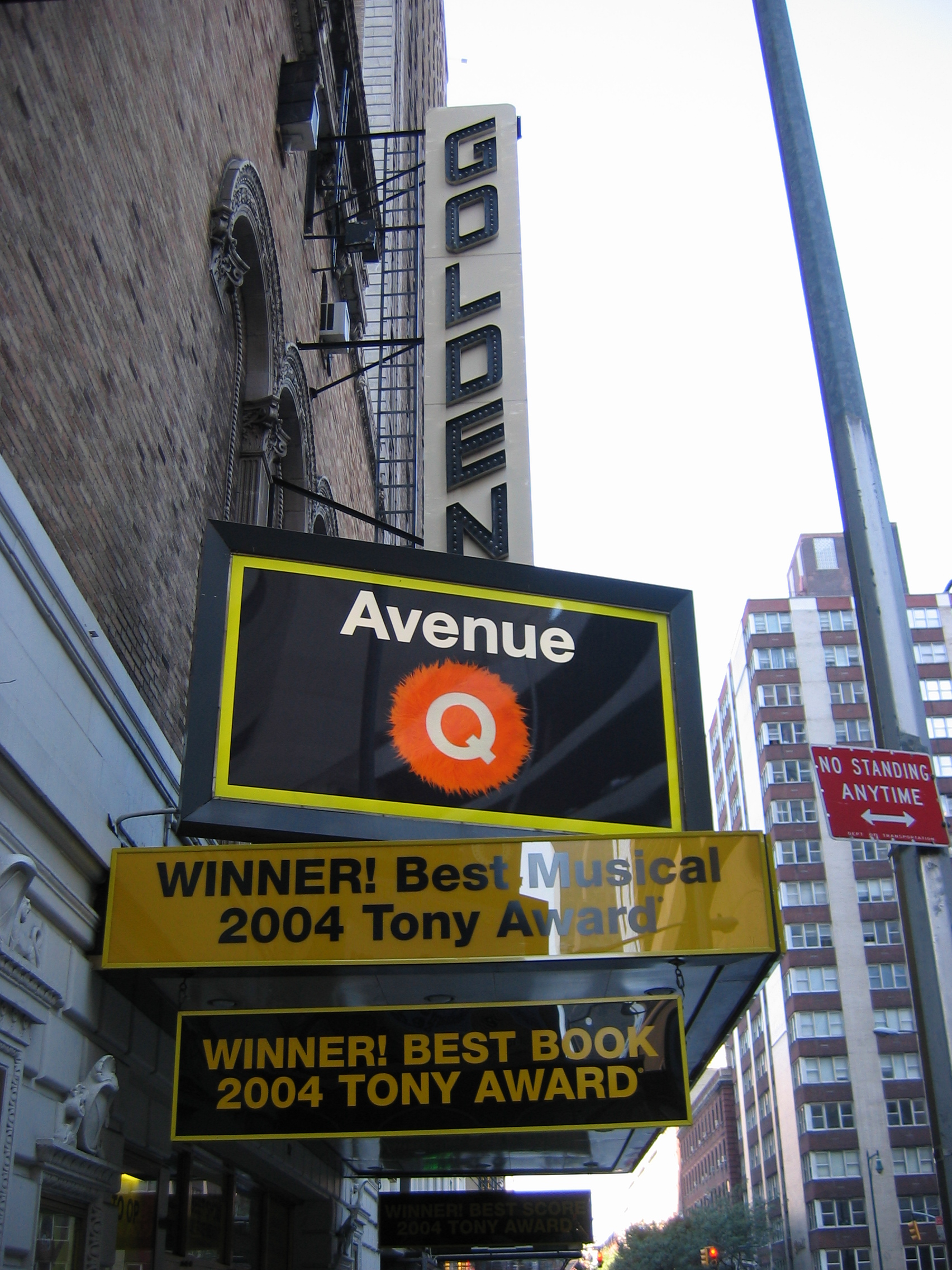
Avenue Q in het John Golden Theatre.

Avenue Q is een meermalen bekroonde musical bedacht door Robert Lopez en Jeff Marx, die de muziek en tekst schreven, en geregisseerd door Jason Moore. De show opende in maart 2003 in het Off-Broadway Vineyard Theatre. De productie verhuisde vervolgens in juli 2003 naar Broadway en won verschillende Tony Awards, onder andere een voor beste musical.  De musical was te zien tot 26 mei 2019 op Broadway. Het is een van de  langstlopende musicals in de geschiedenis van Broadway. Ondertussen ontstonden er al verschillende zustervoorstellingen die opgevoerd worden op verschillende plaatsen in de wereld, zoals in Las Vegas (2005), Londen (West End) (2006), Zweden, Finland, Israël, de Filipijnen en Mexico. In juli 2007 begon in de Verenigde Staten een nationale toer door heel het land.
In het theaterseizoen 2012-2013 zou Avenue Q naar Nederland komen, maar de show werd geannuleerd. In mei 2016 bracht de Leuvense musicalcompagnie Mithe het stuk voor de eerste keer in Vlaanderen.

## Achtergrond
De show is grotendeels geïnspireerd op Sesamstraat: de musical wordt soms beschreven als de Sesamstraat voor volwassenen. De meeste personages in de show zijn poppen (bediend door acteurs op de planken), de set speelt zich af op een straat in een buitenwijk van New York.
Zowel de live personages en poppen zingen, terwijl kleine animatieclips worden afgespeeld die het verhaal ondersteunen. Verschillende personages zijn herkenbare parodieën op de klassieke personages uit Sesamstraat: bijv. kamergenoten Rod en Nicky doen denken aan Bert en Ernie, Trekkie Monster werd gebaseerd op Koekiemonster. Maar anders dan bij Sesamstraat zijn de personages uit Avenue Q allemaal twintigers en dertigers, en hebben ze te maken met volwassen problemen. De personages roddelen erop los, en de liedjes gaan over volwassen thema’s. Een wederkerend thema is de zoektocht van het hoofdpersonage Princeton naar een doel in het leven. Sinds de soundtrack van de musical werd uitgebracht, werd het lied “The Internet is for porn” immens populair op websites als YouTube en kan het gratis worden gedownload via de officiële website.

## Het verhaal
Het verhaal draait om Princeton, een jongeman die net is afgestudeerd in Engels. Hij zoekt huisvesting, maar ontdekt al snel dat alles op de huurmarkt boven zijn budget ligt, tot hij bij Avenue Q aankomt. Dit blijkt een gezellige straat met nog gezelligere mensen.
Princeton zoekt het doel van zijn leven, maar heeft daar nogal moeite mee. Samen met zijn nieuwe vrienden hoopt hij steeds dichter tot zijn levensdoel te komen.

## Personages
De cast van Avenue Q bestaat net als bij Sesamstraat uit zowel mensen als poppen. Er zijn drie mensen, met daarnaast meer dan tien poppen, waarvan maar een paar een heel kleine rol hebben.

### De mensen
Dit groepje mensen is redelijk klein. Dit zijn Brian, Christmas Eve en Gary Coleman.
Brian
Brian is een 32-jarige Jood, die vindt dat zijn leven zwaar tegenvalt. Hij droomt ervan om stand-upcomedian te worden, maar dat wil niet echt lukken. Tot hij dit doel bereikt, probeert hij andere baantjes te krijgen, maar ook die houdt hij moeilijk vol. Hij is verloofd met Christmas Eve, met wie hij later in de show trouwt.
Christmas Eve
Christmas Eve is een Japanse immigrant. Zij is een psychologe (Social-worker) zonder klanten. Haar verloofde/man heeft ook geen werk, dus het betalen van rekeningen gaat heel erg moeilijk. Als iemand in Avenue Q problemen heeft, gaan ze naar Christmas Eve om raad.
Gary Coleman
Gary Coleman is de beroemde acteur uit Diff'rent Strokes, een Amerikaanse televisieserie van vroeger. In Avenue Q is het een personage en geen acteur. In deze musical is hij door zijn ouders van zijn geld beroofd en op straat gezet op het moment dat de serie stopte. Sindsdien woont hij op Avenue Q en is hij daar de conciërge.

### Poppen
De poppen wonen er in groteren getale. Meer dan tien poppen komen voor in de musical. Deze worden iets anders gehanteerd dan de poppen van Sesamstraat. De handen zijn bevestigd aan stokjes, die worden vastgehouden door de acteurs. De andere hand steekt in de rug van de pop, naar het hoofd, waardoor deze beweegbaar is.
Het leuke aan de acteurs die achter de poppen staan is dat men de gezichtsuitdrukking kan zien. Aan de pop alleen ziet men alleen hoe hij of zij spreekt, maar de acteurs trekken er een blij, zielig of geschokt gezicht bij, waardoor de kijker duidelijk kan zien wat het humeur van de poppen is.

#### Hoofdrollen

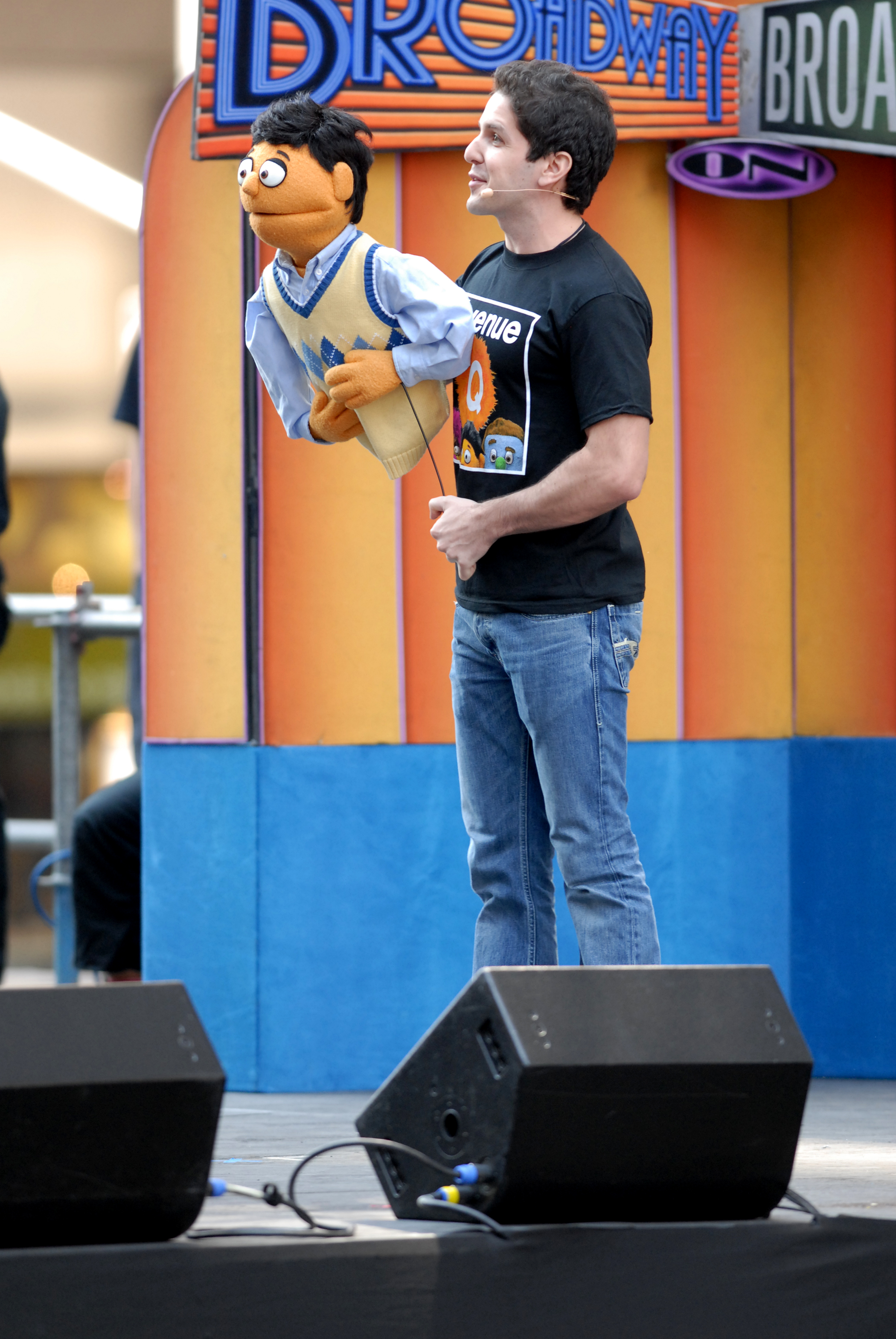
Princeton, en zijn acteur.

Princeton
Princeton is een afgestudeerde student met een BA in Engels. Hij komt in Avenue Q wonen in de hoop zijn levensdoel te vinden. Gelukkig is iedereen vriendelijk en helpt iedereen hem een klein beetje.
Kate(-monster)
Kate-monster is een knap, jong, vrouwelijk monster dat als leraarsassistente werkt op de peuterschool. Ergens rond het midden van de show krijgt ze de kans om een dag les te geven, maar ze verslaapt zich na een hevige nacht met Princeton.
Nicky en Rod
Nicky en Rod delen samen een appartement. Ze zijn dikke vrienden, hoewel ze elkaar soms enorm op de zenuwen werken. Ze hebben samen gestudeerd, en toen Nicky geen huis had, heeft Rod hem in huis genomen.
Nicky weet zeker dat Rod homo is, maar Rod ontkent dit. Als Nicky tegen de anderen zegt dat hij denkt dat Rod homo is, schopt Rod hem het huis uit en wordt Nicky dakloos. Hij probeert bij de rest te logeren, maar ook daar wordt hij er steeds uitgeschopt. Uiteindelijk geeft Rod toe dat hij homo is en neemt hij Nicky weer terug in huis.

#### De bijrollen
Trekki(-monster)
Trekki-monster is een groot, harig monster dat verslaafd is aan pornografie. Hij heeft een hoop geïnvesteerd in porno op het internet en is daarmee enorm rijk geworden. Elke keer dat hij op het podium komt, heeft hij het eigenlijk wel over seks of porno.
Lucy the Slut
Lucy is een zeer sexy vrouw die zingt in nachtclubs. Ze gaat een keer met Princeton mee zijn appartement binnen, waar iets gebeurt dat niet bekendgemaakt wordt.
Mrs. Twissletwat
Mrs. T is de peuterschool lerares. Zij belt Kate een keer op om te vertellen dat ze een keer mag lesgeven. Daarna belt ze om te vertellen dat Kate niet is geweest en ontslaat ze Kate.
De Bad Idea Bears
Twee schattige beertjes met een kwaadaardig kantje.
Ricky
Een jongen die via een datingsite is gevonden voor Rod. Ricky lijkt verdacht veel op Nicky.
Een nieuwe student
Een student die zich in dezelfde situatie bevindt als Princeton. Hij komt aan het eind van de musical in Avenue Q om het appartement van Brian en Christmas Eve te huren, maar bedenkt zich wanneer Princeton hem beledigt.

## Lijst van nummers
Act I
- "The Avenue Q Theme" - Ensemble
- "What Do You Do with a B.A. in English?" - Princeton
- "It Sucks to Be Me" - Brian, Kate Monster, Rod, Nicky, Christmas Eve, Gary Coleman, & Princeton
- "If You Were Gay" - Nicky & Rod
- "Purpose" - Princeton & co
- "Everyone's a Little Bit Racist" - Princeton, Kate, Gary, Brian, & Christmas Eve
- "The Internet Is for Porn" - Kate, Trekkie Monster, Brian, Gary Coleman, Rod, & Princeton
- "Mix Tape" - Kate & Princeton
- "I'm Not Wearing Underwear Today" - Brian
- "Special" - Lucy the Slut
- "You Can Be as Loud as the Hell You Want (When You're Makin' Love)" - Gary, The Bad Idea Bears, Princeton, Kate, & co
- "Fantasies Come True" - Rod, Kate, Nicky & Princeton
- "My Girlfriend, Who Lives in Canada" - Rod
- "There's a Fine, Fine Line" - Kate

Act II
- "It Sucks to Be Me (Vervolg)" - Princeton
- "There Is Life Outside Your Apartment" - Brian, Princeton, Christmas Eve, Gary, Nicky, Trekkie Monster, Lucy & co
- "The More You Ruv Someone" - Christmas Eve & Kate
- "Schadenfreude" - Gary & Nicky
- "I Wish I Could Go Back to College" - Kate, Nicky & Princeton
- "The Money Song" - Nicky, Princeton, Gary, Brian & Christmas Eve
- "School for Monsters" - Trekkie Monster & Company
- "The Money Song (Vervolg)" - Trekkie Monster & co
- "There's a Fine, Fine Line (Vervolg)" - Princeton & Kate
- "What Do You Do With a B.A. in English? (Vervolg)" - Newcomer
- "For Now" - Kate, Brian, Gary, Nicky, Rod, Christmas Eve, Trekkie Monster, Lucy, The Bad Idea Bears, Princeton & co

## Originele productie
De musical opende in maart 2003 off-Broadway in The Vineyard Theatre (hier won het de Lucille Lortel Award voor Beste Musical). Op 31 juli 2003 verhuisde de productie naar Broadway, naar "The John Golden Theatre", waar hij in mei 2008 nog steeds liep. Avenue Q won in 2004 drie Tony Awards, inclusief de prijs voor de beste musical, ondanks de vrij sterke concurrentie van de zeer succesvolle musical Wicked. De productie werd geregisseerd door Jason Moore en de choreografie gebeurde onder leiding van Ken Roberson. De poppen werden ontworpen en gemaakt door een van de originele castleden, Rick Lyon. De orkestratie en arrangementen voor Avenue Q en het castalbum zijn van de hand van Stephen Oremus. De originele cast bestond uit:
- Princeton/Rod: John Tartaglia
- Kate Monster/Lucy the Slut: Stephanie D'Abruzzo
- Trekkie Monster, Nicky, Bear, etc.: Rick Lyon
- Gary Coleman: Natalie Venetia Belcon
- Brian: Jordan Gelber
- Christmas Eve: Ann Harada
- Mrs. Thistletwat, Bear, etc.: Jennifer Barnhart

## Zustervoorstellingen

### Londense versie
De première vond plaats in juni 2006 in the Noël Coward Theatre, dat gelegen is in de Londense West End. De voorstelling is een productie van Cameron Mackintosh. De previews begonnen op 1 juni 2006 en de musical zelf opende op 28 juni 2006 deuren voor het grote publiek. De laatste voorstelling van Avenue Q in Londen vond plaats op 30 oktober 2010. De originele Londense cast bestond uit:
- Princeton/Rod: Jon Robyns
- Kate Monster/Lucy the Slut: Julie Atherton
- Trekkie Monster, Nicky, Bear, etc.: Simon Lipkin
- Gary Coleman: Giles Terera
- Brian: Sion Lloyd
- Christmas Eve: Ann Harada
- Mrs. Thistletwat, Bear, etc.: Clare Foster

Vervangingen in de Londense cast bestonden onder meer uit Rebecca Lock als Kate Monster/Lucy the Slut; Daniel Boys als Princeton/Rod; Mark Goldthorp als Trekkie Monster, Nicky, Bear, etc.; Delroy Atkinson als Gary Coleman; Christopher Fry als Brian; Jennifer Tanarez, Yanle Zhong en Naoko Mori als Christmas Eve; Mary Doherty als Mrs. Thistletwat, Bear, enz.

## Nederlandse productie
In 2012-2013 zou er een Nederlandse versie van Avenue Q gaan toeren, geproduceerd door 3 and a Crowd, maar de productie werd in 2012 afgelast, omdat de producent ophield te bestaan en daarom al haar producties moest stopzetten.
Enkele vertalingen van de nummers waren: 'Het leven is ruk' (It sucks to be me) en 'Het internet is voor sex' (The internet is for porn). De vertaling werd verzorgd door Allard Blom.
De Nederlandse cast zou bestaan uit onder meer:
- Princeton/Rod: Hein Gerrits
- Kate Monster/Lucy the Slut: Marjolein Teepen
- Trekkie Monster, Nicky, Bear: Stephan Holwerda

In april 2018 werd uiteindelijk de eerste nederlandstalige voorstelling van Avenue Q opgevoerd door Theatergroep Lef in het Haarlemmerhouttheater. Er is door de theatergroep een nieuwe vertaling geschreven waarbij de rol van Gary Coleman voor het nederlands taalgebied werd vervangen door Gordon Heuckeroth (net als in het origineel werd deze rol door een vrouw gespeeld).

## Vlaamse productie[4]
In 2016 bracht Musicalcompagnie Mithe te Leuven als eerste een Vlaamstalige versie van Avenue Q. De musical werd geregisseerd door Pieter-Jan Martens en Kristel Lamerichs nam de muzikale leiding op zich. De vertaling van het werk werd voorzien door Joost Elli, Pieter-Jan Martens en Kristel Lamerichs. De voorstellingen gingen door in het Reynaerttheater Malpertuus te Leuven. Het personage Gary Coleman werd in deze versie vervangen door Isabelle A.
De Vlaamse cast bestond uit:
- Princeton: Brieuc Van Kersschaever
- Kate Monster: Veerle Thibaut
- Trekkie Monster, Bad Idea Bear: Joris Coninx
- Rod: Lucas Cortoos
- Bad Idea Bear, Ondersteuning Nicky en Trekkie Monster, Ricky, Nieuwkomer: Ben De Coster
- Isabelle A: Leen Doms
- Mevrouw Distelbloem, Lucy the Slut: Charlotte Vanherck
- Christmas Eve, Bad Idea Bear: Helen Henrioulle
- Nicky: Lucas Hermans
- Brian: Joost Elli

De nummers werden als volgt vertaald:
Eerste akte
- "The Avenue Q Theme" - Avenue Q Themalied
- "What Do You Do with a B.A. in English?" - Wat zijt ge nu echt met een master Germaanse?
- "It Sucks to Be Me" - Het leven is kut
- "If You Were Gay" - Stel: ge zijt gay
- "Purpose" - Purpose
- "Everyone's a Little Bit Racist" - Iedereen is wel wat racistisch
- "The Internet Is for Porn" - Het internet is voor seks
- "Mix Tape" - Een mix tape
- "I'm Not Wearing Underwear Today" - Ik draag geen ondergoed vandaag
- "Special" - Bijzonder
- "You Can Be as Loud as the Hell You Want (When You're Makin' Love)" - Maak zoveel lawaai als ge wilt (als ge seksen gaat)
- "Fantasies Come True" - Dromen worden waar
- "My Girlfriend, Who Lives in Canada" - Mijn lief, die woont in Canada
- "There's a Fine, Fine Line" - 't Is een fijne lijn

Tweede akte
- "There Is Life Outside Your Apartment" - Er is leven buiten uw muren!
- "The More You Ruv Someone" - Hoe riever ge iemand ziet
- "Schadenfreude" - Schadenfreude
- "I Wish I Could Go Back to College" - Wat zou ik graag terug gaan studeren
- "The Money Song" - De centensong
- "The Money Song (Vervolg)" - De centensong (vervolg)
- "For Now" - Vandaag